# Coromoro
Coromoro est une municipalité située dans le département de Santander en Colombie.

## Démographie
Lors du recensement de 2005, on dénombrait 6 110 habitants.